# RMS Franconia (1922)
L'RMS Franconia è stato un transatlantico britannico di proprietà della Cunard Line in servizio dal 1922 al 1956. L’RMS Franconia del 1922 era il più conosciuto dei tre transatlantici della Cunard Line con lo stesso nome; gli altri erano l’RMS Franconia del 1910 e l’RMS Ivernia del 1955 ribattezzata RMS Franconia nel 1963.

## Storia
Il varo avvenne il 21 ottobre 1922 nei cantieri della John Brown & Company a Clydebank in Scozia. La Franconia fece il suo viaggio inaugurale tra Liverpool e New York nel giugno del 1923. In seguito venne impiegata su questa rotta durante i mesi estivi fino alla Seconda guerra mondiale.
Nei mesi invernali veniva impiegata come nave da crociera. Nell'aprile del 1929 fu coinvolta, nel porto di Shanghai, in una collisione tra una nave cannoniera italiana e un piroscafo giapponese.
Nel settembre del 1939 venne impiegata come unità per il trasporto truppe. Fu coinvolta nella collisione al largo di Malta con l'Incrociatore ausiliario MS Alcantara ma venne riparata in tempo per partecipare alla Campagna di Norvegia.
Il 16 giugno 1940 mentre era in rotta verso Saint-Nazaire come parte della Operazione Ariel fu danneggiata da un ordigno tedesco e quindi scortata indietro verso il porto di Liverpool per le riparazioni.
In seguito sempre durante la guerra trasportò truppe in India e prese parte agli sbarchi in Madagascar ed alle Azzorre.
Nel 1945 venne utilizzata come quartier generale per Winston Churchill e la delegazione inglese durante la Conferenza di Jalta. Al termine della guerra in europa la Franconia fece alcuni viaggi attraverso l'atlantico trasportando le truppe statunitensi di ritorno dalla guerra e rifugiati.
Dopo la Giornata della Vittoria sul Giappone fu poi impiegata per il rimpatrio delle truppe britanniche inclusi i prigionieri di guerra liberati dall'india. 
Durante questo periodo coprì una distanza pari a 319.784 miglia e trasportò personale militare per un totale di 189.239 persone.
Dopo la guerra, nel giugno del 1948 la Franconia tornò alla Cunard Line dove venne riadattata tornando così al servizio passeggeri il 2 giugno del 1949 sulle rotte da Liverpool al Québec e da Liverpool ad Halifax.
La nave salpò da Liverpool il 28 giugno 1949 ed arrivò in Québec il 5 luglio. Navigò ancora da Liverpool il 21 luglio arrivando in Quebec il 28 luglio. 
Nel luglio del 1950 andò in secca sul Île d'Orléans nel fiume San Lorenzo dopo aver lasciato Quebec. Dopo essere stata estratta venne riparata riprendendo servizio nel settembre del 1950.
Nel 1956 terminò il proprio servizio assieme alla RMS Ascania (1923) venendo sostituita sulla rotta canadese dalle unità Saxonia, RMS Ivernia e Carinthia.